# ارزباخ (رود)
ارزباخ (به لاتین: Erzbach) یک آب‌گذر و رود در اتریش است که در آیزنرز واقع شده‌است.